# 葛明华
葛明华（1967年12月—），浙江诸暨市枫桥镇葛村人，2018年12月起任浙江省人民医院院长。第十二届全国人民代表大会浙江代表。
毕业于浙江医科大学口腔医学专业，加入中国农工民主党。2013年，被选为全国人大代表。2018年2月24日，当选为第十三届全国人大代表。